# Mark Weiser
Mark Weiser (Harvey, 23 luglio 1952 – 27 aprile 1999) è stato un informatico statunitense ricordato per aver coniato il concetto di ubiquitous computing. Weiser veniva considerato un pioniere e un innovatore delle moderne tecnologie informatiche, nonché uno dei maggiori informatici del suo tempo.

## Biografia

### Formazione
Mark Weiser nacque ad Harvey, nell'Illinois, da David e Audra Weiser e trascorse la sua gioventù a Stony Brook, nello stato di New York. Mark Weiser si trasferì a Sarasota per studiare filosofia al New College of Florida, ma abbandonò gli studi al secondo anno in quanto non riuscì a pagare i corsi. In seguito si trasferì ad Ann Arbor, nel Michigan, dove lavorò come programmatore di computer, e prese parallelamente lezioni di informatica. Stando ad alcuni resoconti, Weiser risultava talmente abile in quella materia che venne ammesso preventivamente ai corsi di master dell'Università del Michigan.

### Carriera
Dopo aver terminato i corsi nel 1979 e aver ottenuto un dottorato di ricerca, Weiser divenne un docente di informatica presso l'UMCP. Nel 1986 divenne presidente associato del dipartimento universitario. A partire dal 1987, Weiser iniziò a lavorare per la Xerox PARC (oggi PARC), mentre, durante l'anno successivo, divenne direttore del suo laboratorio di informatica e sviluppò il concetto di ubiquitous computing. Nel 1996, Weiser divenne il direttore tecnico della PARC. Weiser fu anche il batterista dei Severe Tire Damage, prima band al mondo a suonare in diretta streaming su Internet. Weiser morì all'età di 46 anni a causa di insufficienza epatica causata da un cancro.

### Dopo la morte
Nel 2001 la Association for Computing Machinery (SIGOPS) istituì il Mark Weiser Award, spettante agli innovatori nell'ambito della ricerca sui sistemi operativi. Venne anche istituito il Mark D. Weiser Excellence in Computing Scholarship Fund presso l'Università della California - Berkeley.

## Informatica onnipresente e tecnologia calma
Durante uno dei suoi discorsi, Weiser delineò una serie di principi che descrivono l'ubiquitous computing:
- Lo scopo di un computer è aiutarti a fare qualcos'altro.
- Il miglior computer è un servitore silenzioso e invisibile.
- L'intuito va di pari passo con l'intelligenza; il computer dovrebbe estendere le potenzialità dell'inconscio.
- La tecnologia dovrebbe creare calma.

In Designing Calm Technology, Weiser e John Seely Brown sostengono che la tecnologia calma sia "ciò che informa ma non richiede la nostra focalizzazione o attenzione".
(Mark Weiser)

## Computer portatile a bassa potenza
Weiser sosteneva che bisogna guardare alle prestazioni dei computer in modi non tradizionali. Invece di misurare le prestazioni computazionali in MIPS, si focalizzò sull'aumento delle performance per watt di energia, che avrebbe spinto l'industria dei computer a focalizzarsi maggiormente nei confronti delle tecnologie mobile computing a bassa potenza.